# رسوم جمركية
الرسوم الجمركية أو التعريفة الجمركية،  وهي ضرائب تفرض على السلع التي تستوردها دولة من أخرى. وتستخدم عدة دول التعريفة الجمركية لحماية صناعتها من المنافسة الأجنبية. وتُوفّر التعريفة الحماية عن طريق رفع أسعار السلع المستوردة. وهكذا فإن التعريفة الجمركية تُشجع المنشآت المحلية على زيادة إنتاجها، ويضطر المستهلكون لدفع أسعار أعلى إذا رغبوا في السلع المستوردة. والتعريفة الجمركية على الصادرات تُستخدم أحيانًا في بعض الدول لزيادة إيرادات الحكومة كما قد تستخدم دولة ما التعريفة الجمركية للتأثير أو للاحتجاج على سياسات اقتصادية أو سياسية لبعض الدول الأخرى.

نموذج لصورة لرسوم جمركية مع خط احمر

وتضع الدول مقدار التعريفة الجمركية بطرق مختلفة. فقد تكون لبعضها اتفاقيات تجارية تتضمن بندًا ينص على تفضيل في المعاملة لبعض الدول، وبموجب هذا البند تفرض أقل نسب التعريفة العادية في بلدها على كل البلدان الموقِّعة على الاتفاقية. ويمكن فرض تعريفات تفضيلية خاصة وتكون عادة أقل من التعريفة التفضيلية العامة، وذلك لتشجيع الواردات من البلدان الأقل نموًّا. إن الدول التي تشكل اتحادًا جمركيًا تزيل التعريفة الجمركية من التجارة بينها، وكذلك قد تكون لديها تعريفة جمركية مشتركة تغطي التجارة مع الدول غير الأعضاء في الاتحاد الجمركي. والسوق المشتركة لديها نفس سياسة التعريفة الجمركية عند الاتحاد الجمركي، ولكنها توفر قدرًا أكبر من التعاون بين الأعضاء. أما دول منطقة التجارة الحرة فتفرض تعريفة جمركية على التجارة بينها، ولكن تستطيع كل دولة أن تفرض التعريفة الجمركية التي تريدها على غير الأعضاء.

## نبذة تاريخية
تعكس سياسات التعريفة الجمركية الظروف الاقتصادية والسياسية التي تسود داخل البلاد المختلفة. وعبر التاريخ غيرت الدول سياسات التعريفة الجمركية لتواكب أهدافها الاقتصادية والسياسية.

### التعريفات الجمركية الأولى
في قديم الزمان لم تتمكن الدول من تنظيم تجارتها أو تعريفتها جيدًا، ولكنها كانت تُحصِّل مثل هذه الضرائب. وكان معظم جباة التعريفة الجمركية يطالبون التجار بدفع أعلى الضرائب التي كان يمكن الحصول عليها. وفي الفترة بين عامي 494- 700هـ، 1100م -1300م تسببت الحروب الصليبية في زيادة التجارة بين أوروبا والشرق الإسلامي. وقد أدت الزيادة في التجارة إلى ظهور تعريفات رسمية طيلة هذه الفترة. وكان أول اتفاق تعريفة جمركية في هذه الفترة هو الذي عقدته المدن التجارية الإيطالية مثل جنوة والبندقية مع شركاء في التجارة في أفريقيا وآسيا. وفي عام 1303م فرضت إنجلترا تعريفة إيرادية شملت ضريبة قيمية على السلع المستوردة.
وفي بداية التسعينيات من القرن الخامس عشر نتج عن استكشافات كريستوفر كولمبوس وفاسكو دا غاما وأوروبيين آخرين، توسع في التجارة الخارجية للدول الأوروبية التي بدأت تنهج سياسة اقتصادية تُسمى النزعة التجارية. وكانت هذه السياسة تقوم على أساس تعريفة جمركية عالية للحد من الواردات من أجل أن تزيد الصادرات على الواردات.
وكانت زيادة الصادرات على الواردات تخلق فائضًا في الميزان التجاري وهكذا تزيد من ثروة الدولة. وقد سادت هذه الفلسفة التجارية في أوروبا إلى مطلع القرن الثامن عشر.

### دور التعريفة المتغير
خلال الجزء الأخير من القرن الثامن عشر الميلادي أدّى بدء الثورة الصناعية في أوروبا إلى تغيير مهم في دور التعريفة الجمركية. فقد زاد إنتاج السلع زيادة كبيرة في الدول الصناعية مثل بلجيكا وبريطانيا، مما نتج عنه أن هذه الدول سعت إلى بيع المزيد من منتجاتها إلى البلدان الأخرى. وفي محاولة لزيادة تجارتها، سعت دول صناعية عديدة لتخفيض تعريفتها الجمركية على شركائها في التجارة، ولكن الدول التي كانت في بداية تصنيعها حاولت أن تُبقي على تعريفتها الجمركية عالية لحماية صناعاتها الناشئة. وازدادت المحاولات لتخفيض التعريفة الجمركية في أوروبا مع تقدُّم التصنيع فيها خلال القرنين التاسع عشر والعشرين.

### سياسات التعريفة الحديثة
في ستينيات القرن العشرين الميلادي نشأت ثلاث مجموعات تجارية هي:
1. الدول الصناعية الغربية الكبرى.
2. الدول الأقل نموًا.
3. الدول الشيوعية.

وقد حاولت الدول الصناعية الغربية الكبرى زيادة تجارتها عن طريق تخفيض التعريفة الجمركية التي أقرها التفاوض الدولي، وكان هذا التفاوض طبقًا لاتفاقية تسمى الاتفاقية العامة للتعرفة والتجارة (جات). ومنذ أواخر الخمسينيات من هذا القرن تمكنت الدول الأوروبية من إزالة معظم التعريفة الجمركية بين أعضاء الاتحاد الأوروبي أو اتحاد التجارة الحرة الأوروبي، بينما استمرت دول عديدة في إفريقيا وآسيا وأمريكا اللاتينية تفرض تعريفة جمركية عالية لحماية صناعاتها. أما واردات وصادرات الدول الشيوعية فقد كانت تخضع تقليديًا للتخطيط الاقتصادي المركزي، ولذا لم تؤد التعريفة الجمركية دورًا مهمًا فيها. وبعد عام 1980م، بدأت بعض الحكومات الشيوعية الحد من سيطرتها على اقتصادها. وقد حاولت هذه البلاد أن توسع تجارتها الدولية، ولذا أصبحت تهتم بالحصول على تخفيض في التعريفة الجمركية من الدول الغربية الصناعية. وقد انهارت المجموعة التجارية الشيوعية بعد وصول حكومات غير شيوعية إلى سدة الحكم في دول أوروبا الشرقية بدءًا من ثمانينيات القرن العشرين الميلادي وتفكك الاتحاد السوفييتي عام 1991م. واستمرت الحكومات الجديدة في الاهتمام بالحصول على شروط أفضل للتعريفة الجمركية خاصة من الدول الغربية. وبحلول عام 2002م كانت قد وقعت نحو 143 دولة على الاتفاقية العامة للتعرفة والتجارة (جات).3 فبراير 2025: أعلن مسؤول حكومي كبير في كندا، أن الحكومة ستتخذ إجراءً قانونياً أمام الهيئات الدولية المعنية للطعن في الرسوم الجمركية البالغة 25%، التي فرضتها الولايات المتحدة على معظم السلع الكندية.

## أسباب فرض التعريفة الجمركية

### حماية الوظائف داخل البلاد
تواجه المنشآت والعمال صعوبة في مواجهة المنافسة الأجنبية في بعض الحالات، وذلك عندما تكون المنشآت والعمالة الأجنبية أكثر كفاءة. وتحاول المجموعات المتأثرة تقوية التعريفة الجمركية لزيادة أرباح الشركات أو للحفاظ عليها وعلى أجور عالية للعمال.

### حماية الصناعات الناشئة
الصناعات الناشئة لا تستطيع أن تنافس بنجاح ـ في بعض الحالات ـ صناعات راسخة في بلدان أخرى. والتعريفة الجمركية الحمائية يمكن أن تكون درعًا يحمي تلك الصناعات الناشئة من المنافسة الأجنبية حتى تُصبح المنشآت وعمالها أكثر إنتاجية.

### إزالة الآثار الضارة للممارسات التجارية غيرالعادلة
تستخدم بعض الحكومات التعريفة الجمركية لحماية صناعاتها من أثر دعم الصادرات في البلاد الأخرى أو إغراق الأسواق. ودعم الصادرات هو مبالغ تقدمها الحكومة كمساعدة للصناعات المُصدرة، ومثل هذه المبالغ المدفوعة تهدف لمساعدة الصناعات في الأسواق الأجنبية عن طريق بيع سلعها بأسعار أقل خارج البلاد. أما إغراق الأسواق فينطوي على بيع السلع بأسعار تقل عن التكلفة، وذلك لإخراج المنافسين من الأسواق المستوردة، ومثال ذلك أن جهاز المذياع في بلد ما يمكن أن يباع رخيصًا في بلد آخر، لدرجة أن مصانع أجهزة المذياع في بلد المستورد لا تستطيع أن تنافس بطريقة ناجحة، فينتج عن ذلك أن تلك المنشآت قد تُضطر لإنهاء أعمالها. وتصبح الدولة المستوردة معتمدة آنذاك على الصناعات الأجنبية في أجهزة المذياع التي تحتاج إليها، وعندئذ ترفع المنشآت الأجنبية أسعارها كثيرًا فوق مستواها الأساسي.
إن دعم الصادرات أو إغراق الأسواق قد لا يضر بصناعات البلد المستورد في بعض الحالات، وفي مثل تلك الحالات، إذا لم تُفرض تعريفة جمركية، فإن المستهلك قد يستفيد من الأسعار المنخفضة التي تنجم عن مثل هذه الممارسات التجارية.

### منع الاعتماد على المنتجات الأجنبية
العديد من الدول لا تريد أن تعتمد على غيرها للحصول على منتجات مهمة مثل النفط أو الصلب أو المواد الغذائية. وقد يتوقف أو ينقطع تدفق مثل هذه المنتجات من المصادر الأجنبية في أوقات الحرب أو التوتر الدولي، ولذا تستخدم بعض الدول التعريفة الجمركية لحماية صناعاتها التي تُنتِج مثل هذه السلع.

## الأنواع الرئيسية للتعريفة
يمكن أن تُصنف التعريفة الجمركية وفقًا للغرض منها. فالتعريفة التي تُفْرض لتحد من الواردات تسمى تعريفة الحماية، وتلك التي تُفرض لزيادة إيرادات الحكومة تسمى تعريفة إيرادية. وكان العديد من الحكومات يستخدم التعريفة الجمركية في الماضي، ولكن في الوقت الحاضر نادرًا ما تُستخدم التعريفة الجمركية، وذلك لأن ضرائب الدخل وضرائب المبيعات أصبحت المصدر الرئيسي لإيرادات الحكومة، في حين يغلب استعمال تعريفات الحماية، وإن كانت قد خُفِّضت كثيرًا منذ الحرب العالمية الثانية التي انتهت في عام 1945م.
كما يمكن أن تُصنف التعريفة الجمركية وفقًا للطريقة التي تُفرض بها. فالتعريفة النوعية تحسب طبقًا لوزن أو حجم المنتج. فعلى سبيل المثال ربما تفرض حكومة ما تعريفة نوعية على منتج بمعدل عشرة دراهم على الكيلو جرام أو 25 درهمًا على اللتر الواحد. وتفرض معظم التعريفة النوعية على منتجات المواد الخام مثل خام الحديد أو المطاط أو مواد غذائية مثل السكر والقمح. أما التعريفة القيميَّة فتفرض كنسبة مئوية من قيمة المنتج، ولذا سميت قيمية، كأن تنطبق بنسبة 5% مثلا، ً على المنتجات الصناعية المستوردة مثل السيارات.

## آراء ضد التعريفة الجمركية
تشمل الحجج ضد التعريفة الجمركية الاعتقاد بأنها تؤدي إلى:

### ارتفاع الأسعار
يعتقد أناس كثيرون أن التعريفة الجمركية تبدد قوة البلاد ومواردها الطبيعية ولذا فإنها تؤدي إلى ارتفاع الأسعار. ولا شك أن القطر يخسر ماله لو حاول أن ينتج كل ما يحتاج، ولذا ينبغي عليه أن ينتج أساسًا أفضل ما عنده من حيث الجودة والاقتصاد، فإذا كان لدى البلد مصانع ممتازة وأراضٍ زراعية فقيرة، مثلاً فإنه يجب أن يصدر المصنوعات وأن يستورد معظم غذائه. إن مثل هذه الدولة، إذا حاولت أن توسع قطاعها الزراعي عن طريق فرض تعريفة جمركية على المواد الغذائية المستوردة، فإن أهلها سيدفعون أسعارًا أعلى للغذاء. ولذلك فإن أناسًا كثيرين من دعاة ضرورة توفير حماية معينة يرون من الأفضل تقديم مساعدة مباشرة للشعب عن طريق الدعم بدلاً من التعريفة الجمركية، لأن الدعم على عكس التعريفة لا يرفع الأسعار للمستهلك.

### عدم الكفاءة الصناعية
ربما تشجع التعريفة الجمركية عدم الكفاءة لحمايتها الصناعات من التنافس، إذ بدون المنافسة لا تحتاج الصناعة إلى أن تكون أكثر كفاءة. وإذا كانت سياسة الدولة في التعريفة الجمركية تُشجع عدم الكفاءة، فإن صناعاتها سوف تفقد كفاءتها الاقتصادية أمام البلدان الأكثر كفاءة. ويعتقد بعض الاقتصاديين أن التعريفة الجمركية في حد ذاتها لا يمكن أن تصنع أو تحافظ على رخاء الأمة عن طريق حماية صناعات ليس لها كفاءة.

### الدعم غير العادل لبعض الصناعات
قد تساعد التعريفة بعض الصناعات، ولكن ذلك يَكُون على حساب صناعات أخرى. فعلى سبيل المثال إذا كانت هناك تعريفة جمركية عالية تحمي صناعة الألومنيوم في الدولة، فإن الألومنيوم لن يكلف أكثر في ذلك البلد لو لم تكن هناك تعريفة جمركية، وكانت كل الصناعات المحلية التي تستعمل الألومنيوم ستوفر مالاً إذا اشترت الألومنيوم المستورد بأسعار أقل. ولكن التعريفة ترغم هذه الصناعات على دفع أسعار أعلى.
والتعريفة الجمركية قد تُخفض التجارة، ويعتقد العديد من الاقتصاديين أنها تخفض أيضًا مستوى المعيشة للدول التي تتبادل التجارة.